# Charles Paget (marin)
Pour les articles homonymes, voir Paget.
Charles Paget est un marin et homme politique britannique, né le 7 octobre 1778 et mort le 27 janvier 1839. Au sein de la Royal Navy, il termine sa carrière comme vice-amiral. Il est par ailleurs député whig aux Communes pour Milborne Port puis Caernarvon Boroughs pendant 28 ans.

## Famille
Charles Paget est le cinquième fils Henry Paget, 1er comte d'Uxbridge. Il est le frère cadet d'Henry William Paget, commandant la cavalerie britannique à la bataille de Waterloo, d'Arthur Paget, diplomate, et d'Edward Paget, officier et homme politique.